# IC 1429
IC 1429 ist ein Stern im Sternbild Pegasus. Das Objekt wurde am 5. Oktober 1890 von Guillaume Bigourdan entdeckt und wurde wahrscheinlich irrtümlich für eine Galaxie gehalten.